# Alfred Aston
Alfred Aston (Chantilly, 16 de maig del 1912 - 10 de febrer del 2003) fou un futbolista i entrenador de futbol francès. Era fill de pare anglès i mare francesa. Destacà les dècades dels 30 i 40. Jugava a la posició d'extrem i defensà els colors de diversos equips, com ara, Red Star FC, RC Paris, Angers SCO, Stade Français o CA Paris. Fou 31 cops internacional amb la selecció francesa i jugà els Mundials de 1934 i 1938. Es retirà a l'edat de 44 anys al FC Tours on era jugador entrenador. El 1942 amb Red Star FC guanyà la Copa francesa de futbol.